# 东钱湖镇
东钱湖镇是浙江省宁波市鄞州区一个建制镇，辖区面积135平方米，因辖区内东钱湖而得名，2001年起曾由宁波东钱湖旅游度假区代管:39-40:278，2021年重新划归鄞州区管辖。

## 历史
唐时属鄮县，宋、元、明、清时属鄞县翔凤乡，宣统三年（1911年）时属呜凤乡，1946年时辖内曾设有亭溪乡、韩水乡、大公乡、渔源乡、高钱乡，其中亭溪乡、韩水乡属东钱区，大公乡、渔源乡、高钱乡属鄞东区，1949年5月韩水乡、亭溪乡改属韩水区，渔源乡、大公乡、高钱乡改属钱湖区，1950年5月亭溪乡部分划为管江乡并改为俞塘乡，韩水乡分为韩岭乡、下水乡，撤销韩水区、钱湖区，大公乡、韩岭乡改属横溪区，下水乡、高钱乡改属天童区，渔源乡分出沙家乡并改属邱隘区，1951年3月渔源乡改为莫枝乡，1952年3月莫枝乡改为莫枝镇，1953年1月韩岭乡改为韩岭镇，4月大公乡改为大公镇，1954年10月恢复钱湖区，莫枝镇、大公镇、韩岭镇、下水乡、俞塘乡、高钱乡、沙家乡均属钱湖区，1956年6月俞塘乡、韩岭镇，合并为韩岭乡，沙家乡并入下应乡，大公镇改为大公乡，1958年10月改为东钱湖 （钱湖）人民公社，设有莫枝、大公、韩岭、下水等管理区，原高钱乡划归天童公社，为高钱管理区，1960年9月大公管理区并入韩岭、莫枝、云龙管理区，1961年6月下水、韩岭管理区合并为韩岭公杜，属横溪区，莫枝管理区改为莫枝公社，属邱隘区，高钱管理区改为高钱公杜，属天童区，1962年4月韩岭公社分出下水公社，仍属横溪区，1965年5月撤销天童区，高钱公社改属邱隘区，1980年恢复莫枝镇，1983年韩岭、下水、高钱公社改为乡，1984年10月，重设钱湖区，莫枝镇、韩岭乡、下水乡、高钱乡再次划入，1992年5月撤销钱湖区，莫枝镇、韩岭乡、下水乡、高钱乡合并为东钱湖镇:278:9。

## 下辖
东钱湖镇下辖以下地区：
莫枝居委会、钱湖新村居委会、钱湖人家社区、隐学社区、大公居委会、韩岭居委会、钱湖丽园社区、清泉社区、仙枰社区、万金社区、东湖观邸社区、东福社区、东望社区、锦绣钱湖社区、南岸社区、白石社区、西村、东村、绿野村、洋山村、郭家峙村、象坎村、韩岭村、俞塘村、城杨村、莫枝村、殷湾村、红林村、红舒村、沙家垫村、建设村、陶公村、利民村、大堰村、高钱村、前堰头村、梅湖村、方水村、下王村

## 旅游资源
东钱湖镇辖有浙江省最大的天然淡水湖——东钱湖。湖区风景优美，拥有多处历史遗迹。其中，东钱湖石刻和庙沟后石牌坊为全国重点文物保护单位。

## 交通
宁波绕城高速公路设有东钱湖出口，宁波轨道交通4号线设有东钱湖站和小洋江站，规划有宁波轨道交通7号线和宁波至象山城际铁路于小洋江站换乘。